# Kruja

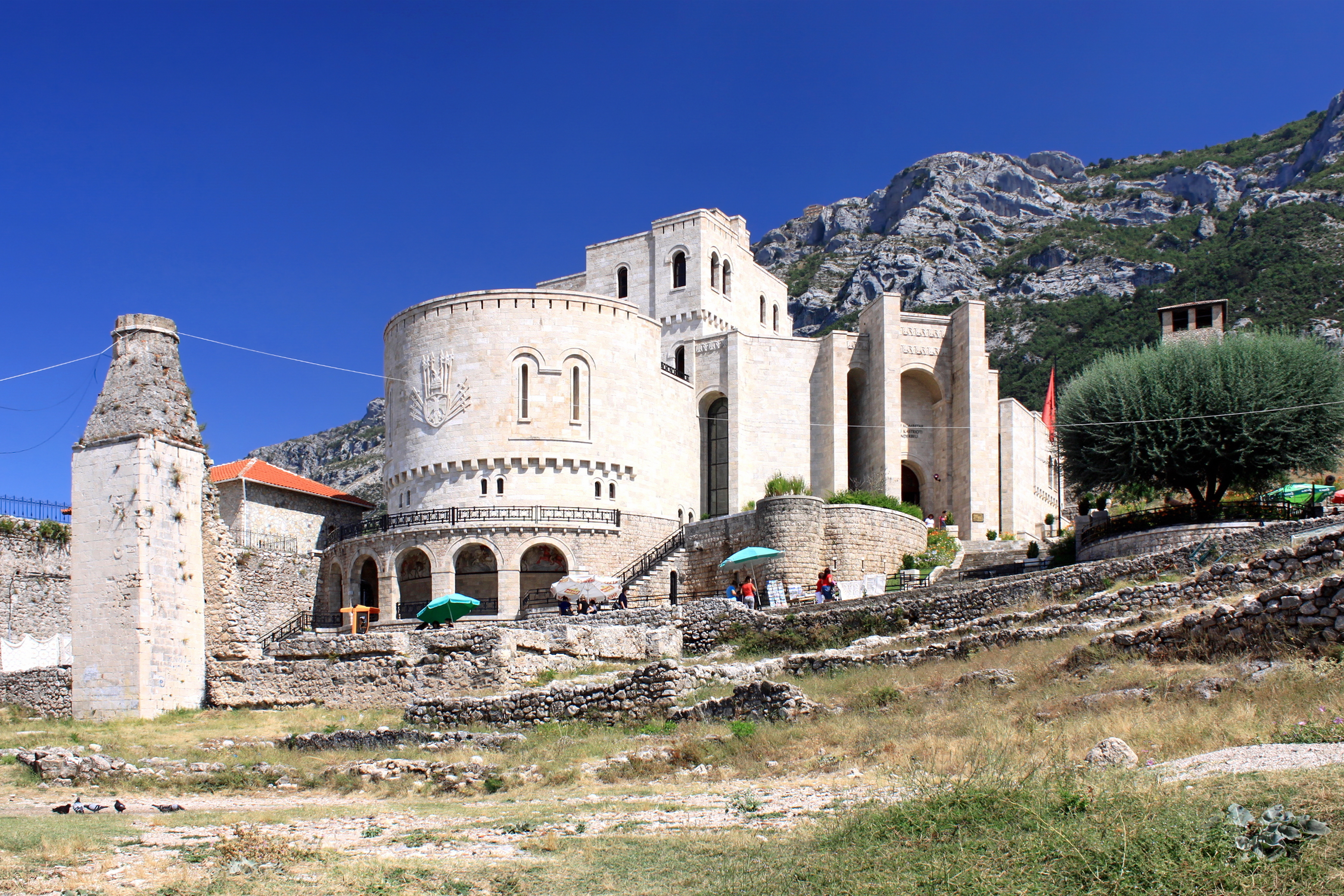
Muzeul Skanderbeg

Kruja este un oraș din Albania.
1. ↑   https://it-ch.topographic-map.com/map-3g6m9m/Croia/?center=41.51039%2C19.79192&popup=41.51038%2C19.79189&zoom=19 Lipsește sau este vid: |title= (ajutor)